# Ben Taggart
Ben Taggart   (Nova York, 5 d'abril de 1889 - 17 de maig de 1947) fou un actor nord-americà que acostumava a interpretar a nois d'aspecte dur en petits papers. L'experiència escènica de Taggart va començar a Seattle i va passar a fer papers principals a Washington, Portland, San Francisco, Trenton, Milwaukee i Filadèlfia. Se'l va descriure com "un còmic expert, així com un delineador de les parts més serioses".

## Filmografia seleccionada
La seva primera pel·lícula va ser The Woman Next Door el 1915; del 1931 al 1945 va aparèixer en diversos papers menors no acreditats. Els rols acreditats inclouen:
- The Woman Next Door (1915) - Tom Grayson
- The Fixer (1915) - Mr. William Fowler
- The Sentimental Lady (1915) - Tom Woodbury
- She (1917) - Leo Vincey
- Oh, Boy! (1919) - Charles Hartley
- The Hidden Light (1920) - Victor Bailey
- Mammy (1930) - Sheriff (no acreditat)
- Kick In (1931) - Detective Johnson (no acreditat)
- Newly Rich (1931) - Mr. Black (no acreditat)
- Smart Money (1931) - Hickory Short (no acreditat)
- Silence (1931) - Alderman Conners
- Monkey Business (1931) (with the Marx Brothers) - Captain Corcoran (no acreditat)
- 24 Hours (1931) - Detective (no acreditat)
- Under Eighteen (1931) - Detective French (no acreditat)
- Ladies of the Big House (1931) - Guard Tompkins (no acreditat)
- Taxi! (1932) - Detective (no acreditat)
- High Pressure (1932) - Attorney General's Officer (no acreditat)
- Strangers in Love (1932) - Crenshaw
- Amateur Daddy (1932) - Deputy Sheriff (no acreditat)
- The Strange Love of Molly Louvain (1932) - Policeman in Car (no acreditat)
- Million Dollar Legs (1932) (with W.C. Fields) - the ship's captain (no acreditat)
- Horse Feathers (1932) (with the Marx Brothers) - the cop who tries to give Harpo a ticket (no acreditat)

H*
- Hold 'Em Jail (1932) - Doorman (no acreditat)
- Faithless (1932) - Officer Clancy (no acreditat)
- Afraid to Talk (1932) - Detective Burke (no acreditat)
- Central Park (1932) - Policeman Mike (no acreditat)
- Fast Life (1932) - Catalina Cop (no acreditat)
- A Lady's Profession (1933) - Lieutenant (no acreditat)
- Fast Workers (1933) - Millie's Dance Partner (no acreditat)
- Gabriel Over the White House (1933) - Cabinet Member (no acreditat)
- The Mayor of Hell (1933) - Sheriff (no acreditat)
- Hold Your Man (1933) - Policeman at Reformatory (no acreditat)
- Duck Soup (1933) - Trench Officer (no acreditat)
- From Headquarters (1933) - Third-Degree Detective (no acreditat)
- Sitting Pretty (1933) - Cop (no acreditat)
- The Big Shakedown (1934) - Policeman at Regan's (no acreditat)
- No More Women (1934) - Cop (no acreditat)
- The Crosby Case (1934) - Police Inspector (no acreditat)
- The Thin Man (1934) - Police Captain (no acreditat)
- Shoot the Works (1934) - Detective
- The Notorious Sophie Lang (1934) - Police Capt. Thompson
- Among the Missing (1934) - Police Officer Flannagan
- Ready for Love (1934) - Pullman Conductor (no acreditat)
- Romance in Manhattan (1935) - Plainclothesman (no acreditat)
- Carnival (1935) - Policeman (no acreditat)
- The Whole Town's Talking (1935) - Traffic Officer (no acreditat)
- Stolen Harmony (1935) - Sergeant / Cop at Motel (no acreditat)
- Vagabond Lady (1935) - Hotel Detective (no acreditat)
- Unknown Woman (1935) - Shanley
- Men Without Names (1935) - Police Lieutenant (no acreditat)
- The Murder Man (1935) - Dave - Sing Sing Guard (no acreditat)
- Coronado (1935) - Marine (no acreditat)
- It Had to Happen (1936) - New York Cop (no acreditat)
- Robin Hood of El Dorado (1936) - Rancher (no acreditat)
- Florida Special (1936) - Trainmaster (no acreditat)
- Neighborhood House (1936) - Cop
- San Francisco (1936) - Cop (no acreditat)
- Straight from the Shoulder (1936) - Detective (no acreditat)
- Wives Never Know (1936) - (no acreditat)
- The Longest Night (1936) - Policeman Helping Eve (no acreditat)
- Oh, Doctor (1937) - Policeman (no acreditat)
- Michael O'Halloran (1937) - Officer Reardon (no acreditat)
- This Is My Affair (1937) - Police Captain (no acreditat)
- Souls at Sea (1937) - Ship's Officer (no acreditat)
- Bad Guy (1937) - Desk Sergeant (no acreditat)
- The Man Who Cried Wolf (1937) - Plainclothes Officer (no acreditat)
- The Women Men Marry (1937) - Lieutenant Haggerty (no acreditat)
- Youth on Parole (1937) - Convict (no acreditat)
- Partners in Crime (1937) - First G-Man (no acreditat)
- The Jury's Secret (1938) - Jenkins (no acreditat)
- The Overland Express (1938) - Postal Agent Adams
- Hold That Kiss (1938) - Apartment Doorman (no acreditat)
- Wives Under Suspicion (1938) - Fred - Police Lieutenant (no acreditat)
- Little Tough Guy (1938) - Detective (no acreditat)
- The Chaser (1938) - Policeman Reading Law to Motorman (no acreditat)
- Personal Secretary (1938) - Detective (no acreditat)
- Topper Takes a Trip (1938) - Policeman in Bank (no acreditat)
- Risky Business (1939) - First Detective (no acreditat)
- The Saint Strikes Back (1939) - New York Detective Vance (no acreditat)
- King of Chinatown (1939) - Henchman (no acreditat)
- Sergeant Madden (1939) - Detective (no acreditat)
- Tell No Tales (1939) - Police Lieutenant (no acreditat)
- S.O.S. Tidal Wave (1939) - (no acreditat)
- The Gracie Allen Murder Case (1939) - Policeman (no acreditat)
- Daredevils of the Red Circle (1939) - Dixon
- I Stole a Million (1939) - Police Guard at Hospital (no acreditat)
- Rio (1939) - Second Guard (no acreditat)
- Mr. Smith Goes to Washington (1939) - Pompous Man (no acreditat)
- The Housekeeper's Daughter (1939) - Policeman (no acreditat)
- Joe and Ethel Turp Call on the President (1939) - Postal Inspector (no acreditat)
- The Big Guy (1939) - Owner of Station (no acreditat)
- The Green Hornet (1940, Serial) - Phil Bartlett [Chs. 3-4]
- Double Alibi (1940) - Policeman (no acreditat)
- The Ghost Comes Home (1940) - Tim Leary (no acreditat)
- Flash Gordon Conquers the Universe (1940, Serial) - General Lupi [Chs. 1-2]
- Babies for Sale (1940) - Police Sgt. Mike Burke (no acreditat)
- Son of Roaring Dan (1940) - Sheriff (no acreditat)
- Mystery Sea Raider (1940) - Cop (no acreditat)
- Pier 13 (1940) - Detective (no acreditat)
- The Durango Kid (1940) - Flynn (no acreditat)
- Before I Hang (1940) - Warden Thompson
- Junior G-Men (1940, Serial) - Severn
- Nobody's Children (1940) - Mr. Millar
- Girls Under 21 (1940) - Police Chief (no acreditat)
- The Wildcat of Tucson (1940) - Judge John Barlow
- The Face Behind the Mask (1941) - Burn Treatment Doctor (no acreditat)
- The Lone Wolf Takes a Chance (1941) - Train Conductor
- Double Date (1941) - Policeman (no acreditat)
- Man Made Monster (1941) - Detective Sergeant Regan
- Penny Serenade (1941) - Policeman (no acreditat)
- The Big Boss (1941) - Sheriff Dugan (no acreditat)
- The Medico of Painted Springs (1941) - John Richards
- Hello, Sucker (1941) - Policeman (no acreditat)
- Two in a Taxi (1941) - Sweeny
- They Meet Again (1941) - Sheriff (no acreditat)
- Harmon of Michigan (1941) - Mr. Davis (no acreditat)
- I'll Sell My Life (1941) - Police Lt. Hammer
- Hard Guy (1941) - Ben Sherwood
- Three Girls About Town (1941) - Doorman (no acreditat)
- The Miracle Kid (1941) - J. Hamilton Gibbs
- Mr. District Attorney in the Carter Case (1941) - Police Sergeant (no acreditat)
- Don Winslow of the Navy (1942) - John Blake
- A Tragedy at Midnight (1942) - Cop (no acreditat)
- The Man Who Returned to Life (1942) - Horace Turner (no acreditat)
- The Remarkable Andrew (1942) - Bailiff (no acreditat)
- Alias Boston Blackie (1942) - Warden
- The Spoilers (1942) - Banker (no acreditat)
- Men of Texas (1942) - Banker (no acreditat)
- The Pride of the Yankees (1942) - Conductor (no acreditat)
- Escape from Crime (1942) - Warden Kirby
- Overland Mail (1942, Serial) - Lamont [Chs. 7-8]
- Police Bullets (1942) - Chief Detective W. A. Barlow
- Daring Young Man (1942) - Fire Chief (no acreditat)
- Underground Agent (1942) - Police Chief (no acreditat)
- Pittsburgh (1942) - Police Sergeant (no acreditat)
- The Valley of Vanishing Men (1942, Serial) - Editor Parker (no acreditat)
- Secrets of the Underground (1942) - Bob the Detective (no acreditat)
- No Time for Love (1943) - City General Manager (no acreditat)
- Something to Shout About (1943) - Train Conductor (no acreditat)
- Chatterbox (1943) - Foreman (no acreditat)
- Mission to Moscow (1943) - Guest at Davies' Speech (no acreditat)
- A Stranger in Town (1943) - Train Conductor (no acreditat)
- So This Is Washington (1943) - Senator Vickers (no acreditat)
- The Fighting Seabees (1944) - Aircraft Carrier Captain (no acreditat)
- Beautiful But Broke (1944) - Pullman Conductor (no acreditat)
- Captain America (1944, Serial) - Police Sgt. Donovan [Chs. 5, 9] (no acreditat)
- Cowboy Canteen (1944) - Train Conductor (no acreditat)
- Week-End Pass (1944) - Forean (no acreditat)
- Sailor's Holiday (1944) - Director (no acreditat)
- Jam Session (1944) - Willie (no acreditat)
- The Girl in the Case (1944) - Turnkey (no acreditat)
- The Great Alaskan Mystery (1944, Serial) - Deputy Marshal (no acreditat)
- Man from Frisco (1944) - Superintendent (no acreditat)
- Louisiana Hayride (1944) - Train Conductor (no acreditat)
- Mr. Winkle Goes to War (1944) - Army Doctor (no acreditat)
- Raiders of Ghost City (1944, Serial) - Dan #2 (no acreditat)
- Atlantic City (1944) - Businessman (no acreditat)
- One Mysterious Night (1944) - Traffic Cop (no acreditat)
- Enemy of Women (1944) - News Chief (no acreditat)
- The Master Key (1945, Serial) - Apartment Thug (no acreditat) (final film role)